# Адамян, Карлен Григорьевич
Карлен Григорьевич Адамян (арм. Կառլեն Գրիգորի Ադամյան; род. 19 января 1937) — советский и армянский кардиолог, доктор медицинских наук, профессор, член-корреспондент АН Армянской ССР (1986), действительный член НАН Армении , академик(1996). Лауреат Государственной премии Армянской ССР в области науки и техники (1988). Заслуженный деятель науки Республики Армения (2009).

## Биография
Родился 19 января 1937 в Ереване, Армянской ССР.
С 1953 по 1959 год обучался на лечебном факультете  Ереванского государственного медицинского института. С 1959 по 1962 год обучался в аспирантуре НИИ кардиологии и сердечной хирургии АМН СССР.
С 1962 года на научно-исследовательской работе в Научно-исследовательском институте кардиологии АН АрмССР — НАН Армении в должностях: младший научный сотрудник, старший научный сотрудник, ведущий научный сотрудник и заведующий инфарктного отделения, помимо основной деятельности являлся — председателем специализированного совета по защите докторских диссертаций при этом институте.
С 1979 года одновременно с научной занимался педагогической работой в Ереванском государственном медицинском институте в качестве профессора и  заведующего кафедрой кардиологии и председателем Учёного совета по терапии этого университета. Одновременно с основной деятельностью являлся — главным кардиологом Министерства здравоохранения Армянской ССР и Армении.

### Научно-педагогическая деятельность и вклад в науку
Основная научно-педагогическая деятельность К. Г. Адамяна была связана с вопросами в области медицинской кардиологии, исследованиями в области изучения механизмов развития инфаркта миокарда, хронической ишемической болезни сердца и сердечной недостаточности и воспалении сердечной мышцы. Под его руководством велась разработка и внедрение в практику новейших методов лечения и предупреждения сердечно-сосудистых болезней. К. Г. Адамян являлся — президентом Армянской ассоциации кардиологов (с 1979), так же являлся почётным членом Европейского кардиологического общества и членом Евразийской ассоциации кардиологов.
В 1965 году защитил кандидатскую диссертацию по теме: «Операционные и послеоперационные осложнения при митральной комиссуротомии и их зависимость от функционального состояния сердечно-сосудистой системы», в 1971 году защитил докторскую диссертацию на соискание учёной степени доктор медицинских наук по теме: «Функциональное состояние миокарда при врожденных пороках сердца "бледного" типа в свете показаний и противопоказаний к операции». В 1985 году ему присвоено учёное звание профессор. В 1986 году был избран член-корреспондентом АН Армянской ССР, в 1996 году — действительным членом НАН Армении. К. Г. Адамяном было написано более пятисот научных работ, в том числе десяти монографий, шести свидетельств на изобретения и научных статей опубликованы в ведущих научных журналах. Под его руководством было подготовлено двадцать одна докторская и тридцать кандидатских диссертаций.

## Основные труды
- Нагрузочные тесты и ишемическая болезнь сердца / К. Г. Адамян, Л. С. Оганесян. - Ереван : Айастан, 1984. - 140 с.
- Современные методы функционального исследования сердечно-сосудистой системы / К. Г. Адамян, Л. С. Оганесян. - Ереван : Айастан, 1990. - 255 с.  ISBN 5-540-00372-1[3]

## Награды
- Орден Дружбы народов
- Заслуженный деятель науки Республики Армения (2009)[4]
- Государственная премия Армянской ССР в области науки и техники (1988 — «За разработку и внедрение методов радионуклидной диагностики сердечно-сосудистых заболеваний»)[1][2]